# Michiel Vandenbussche
Michiel Vandenbussche (Roeselare, 9 januari 1945 - Etterbeek, 5 april 2006) was een Belgisch politicus voor de SP en diens opvolger sp.a.

## Levensloop
Tijdens zijn studies Politieke en sociale wetenschappen aan de K.U.Leuven speelde hij in 1966 een actieve rol op de Leuvense barricaden naast figuren als Paul Goossens en Ludo Martens. Voorts was hij tijdens zijn studententijd praeses van Pol & Soc en actief lid van de ABN-kernen. Vervolgens ging hij in 1970 als sociaal-cultureel werker aan de slag in Brussel bij de Stichting Lodewijk De Raet als verantwoordelijke voor het project 'Vlaanderen in en rond Brussel'. Datzelfde jaar werd hij ook woonachtig in de Brusselse agglomeratie. Hij maakte de begindagen van de Nederlandse Commissie voor de Cultuur (NCC) mee, en die van de Agglomeratieraad voor Plaatselijk Sociaal Cultureel Werk (APSKW). Hij werd van 1972 tot 1979 algemeen secretaris van deze organisatie en was verantwoordelijk voor het in 1975 georganiseerde eerste Congres van de Brusselse Vlamingen. Ook was hij van 1970 tot 1979 hoofd van het Centrum voor Samenlevingsopbouw.
Zijn eerste stappen in de politiek zette hij als kabinetsadviseur en later als kabinetschef. Zo was hij van 1979 tot 1981 werkzaam op het kabinet van staatssecretaris Lydia De Pauw-Deveen, en later op dat van de Brabantse vice-gouverneur Aimé Van Lent die een taaltoezicht uitoefent op de Brusselse plaatselijke besturen. In zijn gemeente Etterbeek werd hij bij de lokale verkiezingen van 1982 verkozen op de Vlaamse kartellijst van SP, CVP, VU en PVV onder leiding van Vic Uyttebroeck. Bij de gemeenteraadsverkiezingen van 1988 verbrak hij de samenwerking met de 'Vlaamse kartel'-kieslijst en kandideerde hij op de Lijst van de Burgemeester  van Léon Defosset. Hij werd verkozen en vervolgens aangesteld als onder meer schepen van ruimtelijke ordening en Vlaamse aangelegenheden. Hij bleef gemeenteraadslid en schepen tot aan zijn dood in 2006.
Bij de eerste Brusselse regionale verkiezingen van 1989 legde hij op 12 juli 1989 als opvolger van Rufin Grijp de eed af in de Raad van het Brussels Hoofdstedelijk Gewest. Hij werd voorzitter van de Raad van de Vlaamse Gemeenschapscommissie van 24 januari 1992 tot 20 mei 1995. Ook na de regionale verkiezingen van 21 mei 1995 werd hij opnieuw Brussels volksvertegenwoordiger. Via dit mandaat legde hij op 4 juli 1995 de eed af in het Vlaams Parlement als een van de zes leden van de Nederlandse taalgroep van de Brusselse assemblee. Hij bleef Brussels en Vlaams Parlementslid tot eind februari 1999, waarna hij in beide parlementen op zijn beurt werd opgevolgd door Anne Van Asbroeck.
Michiel Vandenbussche stierf in 2006 op 61-jarige leeftijd na een slepende ziekte.